# Moroziwka (obwód kijowski)
Moroziwka (ukr. Морозівка) – wieś na Ukrainie, w obwodzie kijowskim, w rejonie browarskim, w hromadzie Barysziwka. W 2001 liczyła 2434 mieszkańców, spośród których 2327 wskazało jako ojczysty język ukraiński, 91 rosyjski, 9 białoruski, a 7 inny.